# Паника 1837 года
Паника 1837 года (англ. panic of 1837) — американский финансовый кризис 1837 года. Порождённая им рецессия продолжалась семь лет, став одной из самых продолжительных в истории США.

## Характеристика кризиса

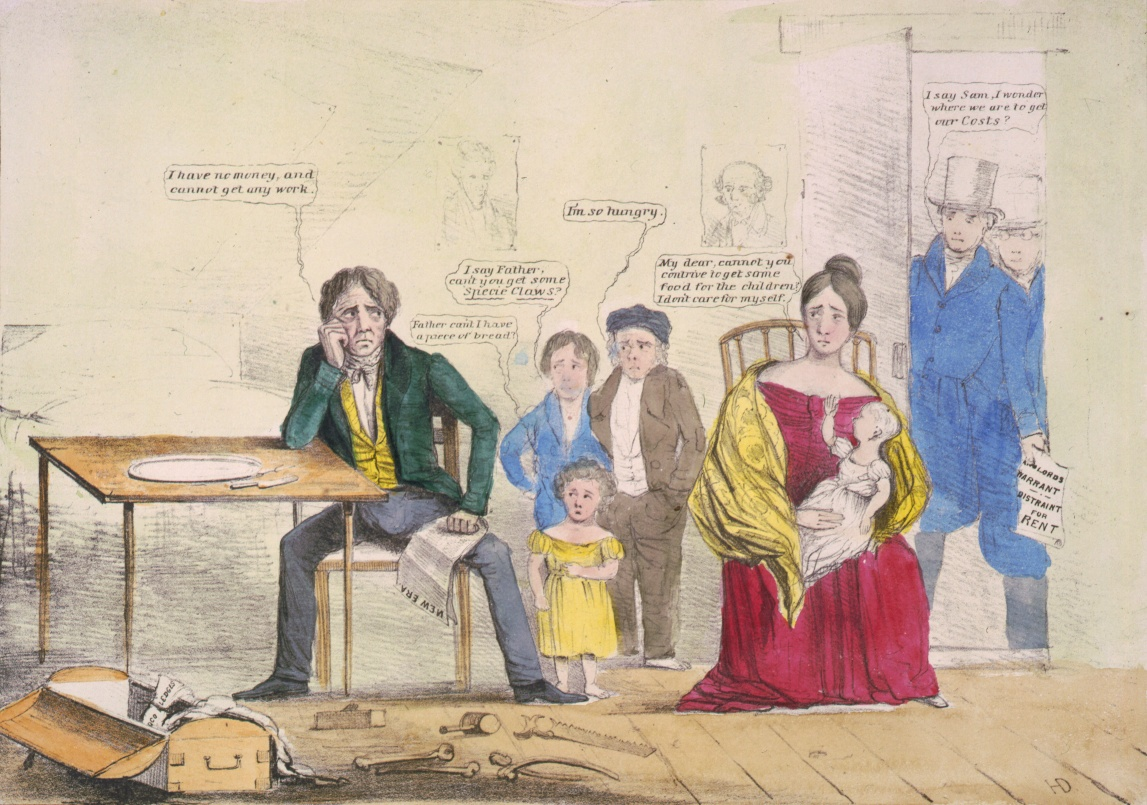
Политический плакат партии вигов: проблемы безработицы в США, 1837 год

Финансовая паника, охватившая Штаты весной 1837 года, считается одной из самых тяжёлых в их экономической истории. В течение пяти лет после паники, возникшей на фоне приостановки конвертируемости бумажных денег в металлические деньги, развернулся полномасштабный банковский кризис. Вследствие изъятия депозитов из банков и невозврата кредитов активы банковского сектора снизились на 45 %. Из действовавших 729 банков в 1837 году 194 банка были вынуждены закрыть свои двери (27 % от общей численности).
Акции банков, железных и промышленных компаний на фондовых рынках потеряли до половины своей стоимости. И хотя спустя год банки возобновили конвертируемость банкнот, призрак нестабильности довлел над деловыми кругами. При первых признаках новой волны проблем панические настроения вернулись в 1839 году. Экономическая неопределённость привела к падению деловой активности. Среднегодовой прирост инвестиций на душу населения упал с 6,6 % в 1831—1836 годах до минус 1,0 % в год в течение следующих пяти лет. Среднегодовой прирост производства на душу населения также снизился на 1,4 % в течение пятилетнего периода.

## Хлопковый бум
До середины XIX столетия Соединенные Штаты представляли собой малую открытую сырьевую экономику, подверженную циклическим колебаниям. Экономический рост во многом зависел от экспорта главного товара — хлопка, который находил сбыт в британской текстильной промышленности. Американский хлопок выращивался на обширных плантациях южных штатов. В середине 1830-х годов хлопковые поля расширялись в новых штатах, Алабаме, Арканзасе, Луизиане, Миссисипи, а также Флориде. Новые земли принадлежали федеральному правительству, которое активно их приватизировало и передавало в руки плантаторов. Земли покупались в кредит у американских банков, а также за счет займов, полученных в Великобритании. Как следствие, объём совокупной внешней задолженности США с 1830 по 1837 годы утроился. Спрос на землю под будущие плантации с 1830 до 1836 год привёл к росту цен на недвижимость на 150 %.

## Кризис ликвидности

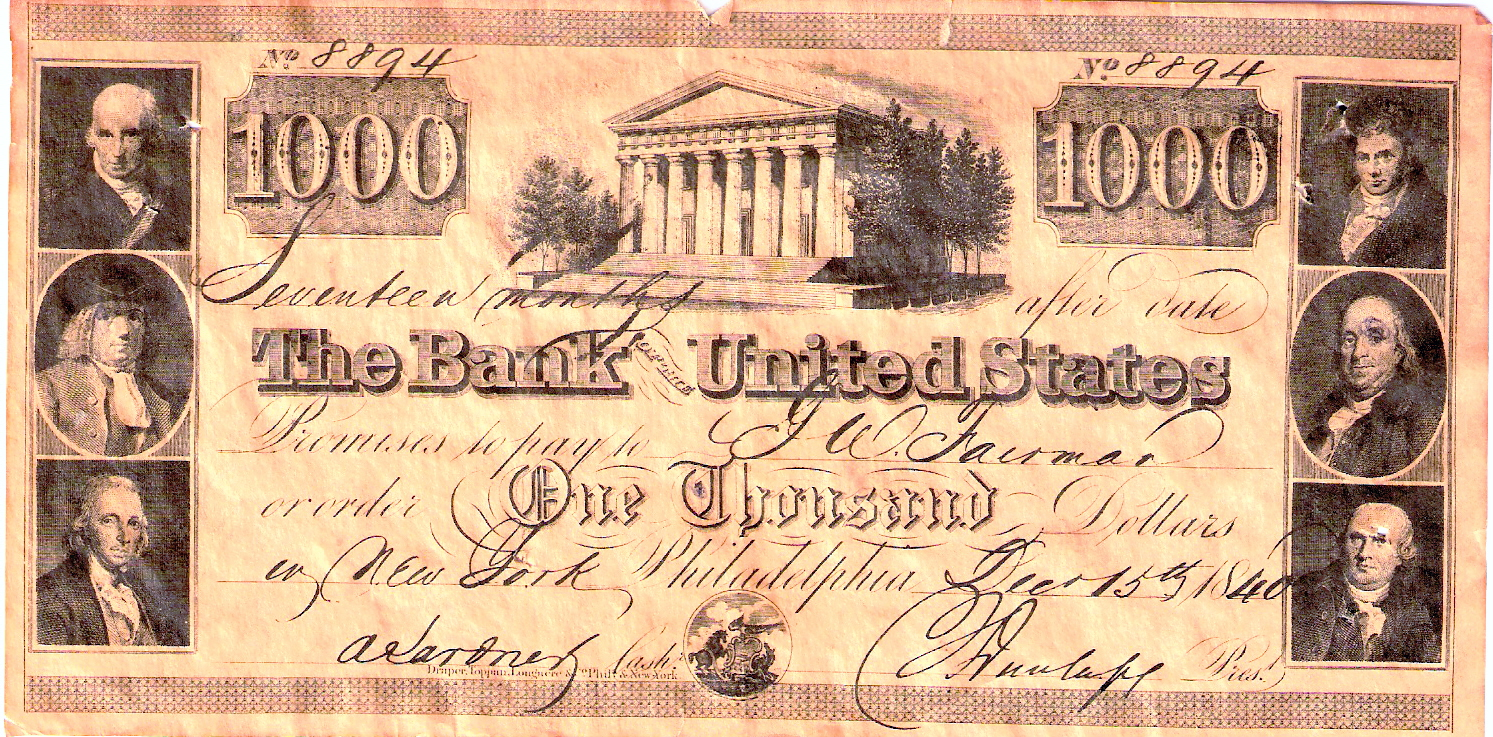
Простой вексель, выписанный Вторым банком США в 1840 году на $1000 долларов

В июле 1836 года федеральное правительство приняло решение, что государственные земли будут продаваться только за наличные деньги — в золотых или серебряных монетах. Это вызвало изъятие сбережений в металлических деньгах из банков, а также сокращение их способности возобновлять кредитование.
Кроме того, законодатели в 1836 году приняли «Закон о депозите» (Deposit and Distribution Act of 1836). Он был призван выровнять конкурентные условия между банками разных штатов. Денежные средства, принадлежащие Казначейству США, следовало изъять из одних банков и распределить их в пользу других. Речь шла о $30 млн из $35 млн профицита бюджета, полученных в результате налогообложения и продаж государственных земель. Выгодоприобретателями стали банки штатов, в капиталах которых участвовали местные правительства. Изъятие депозитов Казначейства США вызвало кризис ликвидности в ряде банков. Распределение денег Казначейства США было остановлено в 1837 году, когда профицит бюджета превратился в дефицит.
В июле 1832 года президент США Эндрю Джексон наложил вето на законопроект, который позволял возобновить действие лицензии Второго банка Соединенных Штатов, чей срок истекал в 1836 году Второй банк США действовал в качестве эмитента банкнот и фискального агента правительства. Из-за отказа в федеральной лицензии Второй банк США получил лицензию штата Пенсильвания и с 1833 года работал как региональный банк. Лишение статуса федерального банка привело к изъятию с его счетов средств Казначейства США, после чего он уже не мог оказывать поддержку ни банкам, ни плантаторам.

## Политика Банка Англии

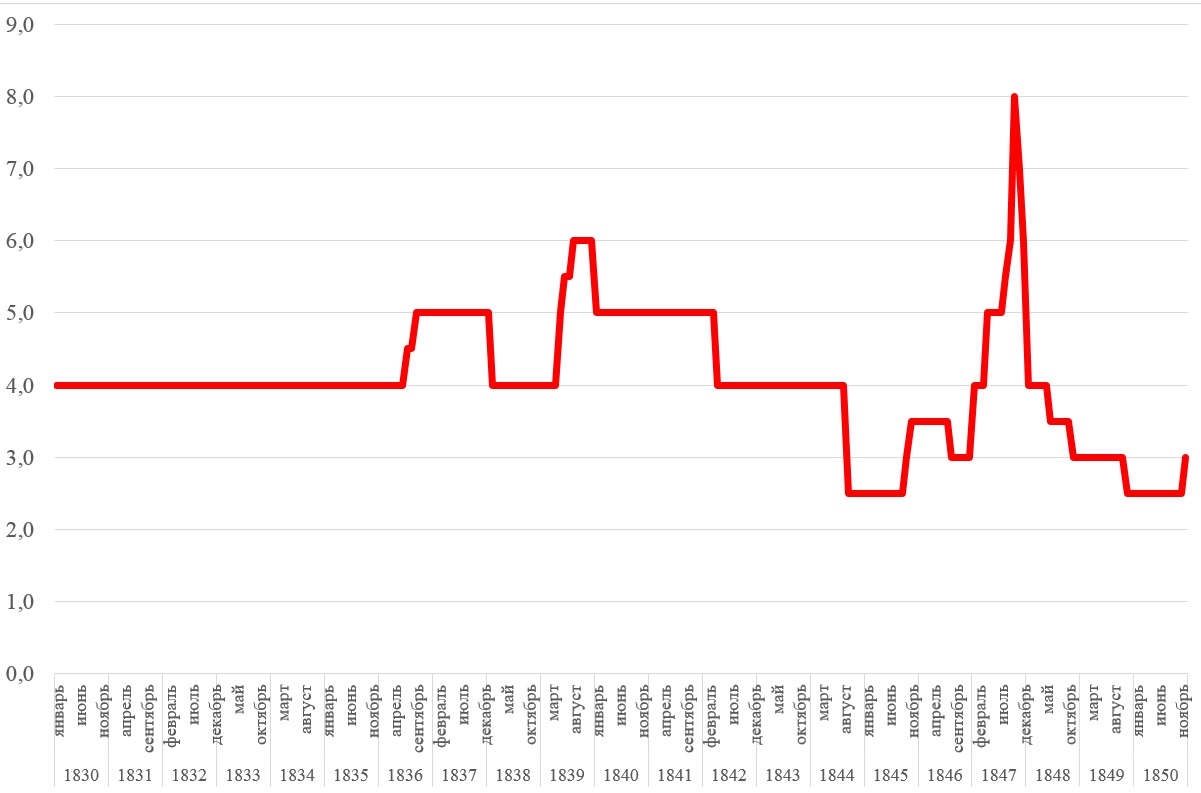
Процентная ставка Банка Англии в 1830—1850 годы

В 1836 году после продолжительного периода устойчивых процентных ставок Банк Англии принял решение ужесточить денежно-кредитную политику. Причиной тому являлось снижение объёма его металлических резервов, которые были израсходованы на поддержание курса фунта стерлингов к золоту в связи с ростом импорта. Совет директоров Банка Англии решил постепенно поднимать процентную ставку по своим операциям до 5 %, что должно было привлечь на рынок Лондона иностранный капитал и пополнить резервы золота. Учитывая тесные связи между экономиками США и Великобритании, банки в Соединенных Штатах также были вынуждены повысить процентные ставки по кредитам. Это привело к сокращению кредитного предложения и способствовало снижению цен на землю, которая служила обеспечением по кредитам.

## Продолжение рецессии
Бедный урожай в Великобритании вызвал увеличение цен на пшеницу и снижение спроса на хлопок. В результате цена американского хлопка пошла вниз. Действие обоих факторов — сжатие кредитного предложения и падение цен на хлопок — оказало разрушительный эффект на американскую торговлю. Торговцы и банкиры, ранее считавшие надежными долги, обеспеченные хлопком, оказались с обесцененными активами. Потери по кредитам привели к тому, что банки не могли выполнить своих обязательств и возвращать наличные деньги клиентам. Страну охватил «паралич частного кредита».
Американская экономика несколько восстановилась в 1838 году, когда Банк Англии смягчил свою денежно-кредитную политику, а цены на хлопок подросли. Однако в 1839 году Банк Англии был вынужден вновь повысить процентную ставку. Череда неурожаев пшеницы в Великобритании и избыточное предложение хлопка в США вновь обронили цену на хлопок. К 1842 году уровень хлопковых цен составлял менее половины от уровня 1836 года. Соединенные Штаты погрузились в глубокую рецессию. Отсутствие спроса привело к дефляции: потребительские цены упали более чем на 40 %. Инвестиции в инфраструктурные объекты, такие как каналы и железные дороги, почти полностью остановлены.

## Некредитоспособность правительств южных штатов

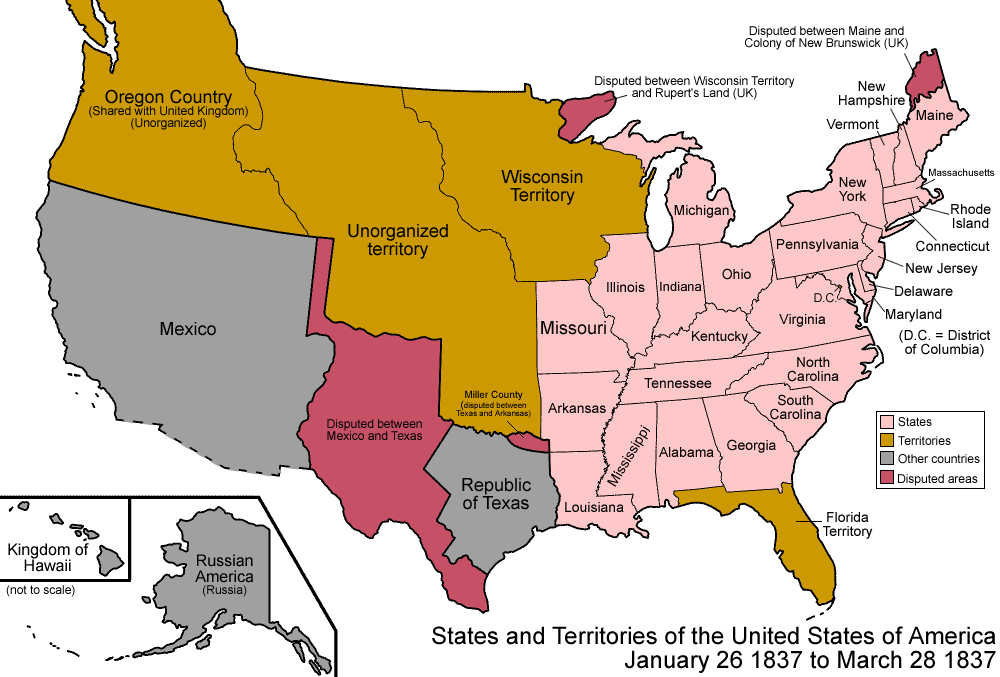
Территория США в 1837 году

Экономический спад представлял угрозу финансовому положению правительств южных штатов из-за их активного участия в региональном развитии. Правительства штатов поддерживали кредитную экспансию местных банков. Они приобретали акции недавно учреждённых банков, однако платили за них не наличными деньгами, а собственными облигациями. Банки, как правило, продавали региональные облигации британским банкам и на вырученные средства кредитовали плантаторов. Южные штаты в течение десятилетия перед кризисом выпустили не менее $50 млн для финансирования местных банков. Власти также инвестировали в инфраструктурные объекты, рассчитывая на рост региональной экономики и будущей налогооблагаемой базы. В разгар бума с 1835 по 1837 годы правительства штатов эмитировали более $60 млн для финансирования местных дорог, каналов, мостов и железных дорог. Конечными инвесторами в долг были те же британские банки.

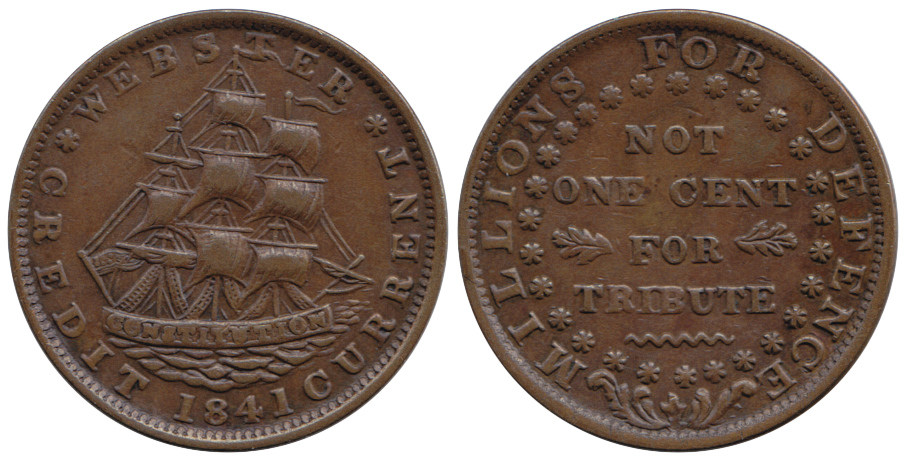
Токен трудных времен 1841 года. Легенда реверса: «Миллионы на оборону, ни единого цента на дань».

Для восполнения нехватки денежных средств банки штатов стали выпускать собственные банкноты, а в качестве разменной монеты — так называемые токены трудных времён.
Крах экономики южных штатов подорвал способность местных правительств выполнять свои долговые обязательства. Первым допустил дефолт по облигациям на $5 млн в июле 1841 года штат Мичиган. К концу 1841 года дефолтерами стали штаты Индиана, Мэриленд и Арканзас. В феврале 1842 года к ним присоединились власти Флориды и Миссисипи. В августе 1842 года не выполнило свои обязательства правительство Пенсильвании. Последней стала Луизиана, которая продержалась до декабря 1842 года.
Дефолты оказали разрушительное воздействие на доверие европейских инвесторов. Британские банки перестали различать штаты по степени кредитоспособности: все проекты в США оказались заморожены. Barings Bank (Лондон) предупредил своего американского агента в 1842 году, что ни один новый кредит не будет выдан, пока сохраняется хоть один штат-неплательщик. Федеральное правительство также оказалось отрезанным от долгового рынка. Попытка разместить государственные облигации в Лондоне и Амстердаме в 1842 году потерпела неудачу. «Вы можете сказать своему правительству, — заявил финансист Джеймс Ротшильд американским агентам, — что вы встречались с человеком, стоящим во главе финансов Европы, и что он сказал вам, что они не смогут занять ни доллара».

## Экономическое восстановление
В 1843 году экономика Соединенных Штатов прошла низшую точку падения. Некоторые правительства штатов согласились продолжить обслуживание своих долговых обязательств. Потребовалось три года политической борьбы в законодательных органах Пенсильвании и Мэриленда, чтобы ввести новые налоги для погашения долгов. Крупнейшие европейские инвестиционные банки щедро оплатили лоббистов, чтобы решение было принято в пользу кредиторов. Кризис привел к кардинальным изменениям в налоговой политике региональных правительств. Ранее непопулярные налоги на недвижимость, которым сопротивлялись плантаторы, были введены или увеличены. По некоторым оценкам, доля бюджетных доходов от налогов на недвижимость, в 1842—1848 годах удвоилась в сравнении с 1835—41 годами.
Кроме того, было пересмотрено отношение к государственным расходам на инфраструктурные объекты. Законодатели штата Нью-Йорк вместе с введением нового налога на имущество ввели запрет на дальнейшее строительство канала. Законодательный орган штата Мичигана остановил новые строительные проекты. С 1846 года, когда штат Нью-Йорк первым обновил местные законы, в течение следующих десяти лет две трети штатов переписали экономическое законодательство. Оно ограничивало государственные инвестиции в частные банки и компании, изменило условия государственных и региональных займов, ввело количественные ограничения на размер регионального и муниципального долга, изменило структуру налога на недвижимость.
Внешние обстоятельства помогли американской экономике выбраться из рецессии. В 1846 году британский парламент принял решение обнулить тарифы на импорт зерна, что привело к скачку спроса на американскую пшеницу. Датско-прусская война и революции во Франции, Австрии, Италии и Венгрии ввергли Европу в политический хаос, который заставил инвесторов сторониться европейских облигаций и вновь вернуться к американским ценным бумагам. Война США с Мексикой также способствовала завершению экономического кризиса. Вербовка в армию оттянула иммигрантов из крупнейших городов и облегчила проблему безработицы. Присоединение Калифорнии, где нашлись золотые месторождения, обеспечило новый стимул развития экономики.